# Пеньюэлас
Пеньюэлас (исп. Peñuelas) — город и муниципалитеты в Пуэрто-Рико, островной территории в составе США.
Расположен в южной части острова Пуэрто-Рико.
Общая площадь — 137.42 км². Площадь суши муниципалитета составляет 114 км² (35-е место по этому показателю среди 78 муниципалитетов Пуэрто-Рико).
Близ Пеньюэласа протекают реки : Рио-Гуаянес, Рио-Макана и Рио-Таллабоа.

## Демография
По состоянию на 2020 год на территории муниципалитета проживало 20 399 человек, в том числе 83,3 % европейского происхождения, 4,5 % — африканского, 0,3 % — араваки, 0,1 % — азиаты. Плотность населения — 150 чел. на км².

## История
Основан	в 1793 году. В 1899 году Соединённые Штаты провели первую перепись населения Пуэрто-Рико, и установили, что население Пеньюэласа составляло 12 129 человек.
В Пеньюэласе имеется 15 пляжей.